# Quadricalcarifera eichhorni
Quadricalcarifera eichhorni är en fjärilsart som beskrevs av Sergius G. Kiriakoff 1970. Quadricalcarifera eichhorni ingår i släktet Quadricalcarifera och familjen tandspinnare. Inga underarter finns listade.